# Mixodiaptomus kozhovi
Mixodiaptomus kozhovi is een eenoogkreeftjessoort uit de familie van de Diaptomidae. De wetenschappelijke naam van de soort is voor het eerst geldig gepubliceerd in 1983 door Stepanova.